# Rue Saint-Denis (Montréal)
Pour les articles homonymes, voir Rue Saint-Denis.
La rue Saint-Denis est une voie de Montréal.

## Situation et accès
Cette rue commerçante est réputée pour ses cafés, ses terrasses, ses restaurants, ses librairies et ses boutiques spécialisées. Elle abrite notamment le Théâtre du Rideau Vert.
La rue Saint-Denis (aussi désignée  route 335) s'étend de l'arrondissement de Ville-Marie jusqu'à l'arrondissement d'Ahuntsic-Cartierville. À partir de son extrémité sud, elle traverse l'arrondissement de Ville-Marie et le Quartier latin de Montréal dont elle est la voie principale, l'arrondissement du Plateau-Mont-Royal dont elle est une importante rue commerçante, et l'arrondissement de Rosemont–La Petite-Patrie près du marché Jean-Talon. Elle traverse finalement les arrondissements de Villeray–Saint-Michel–Parc-Extension et d'Ahuntsic-Cartierville.

### Dans Ville-Marie

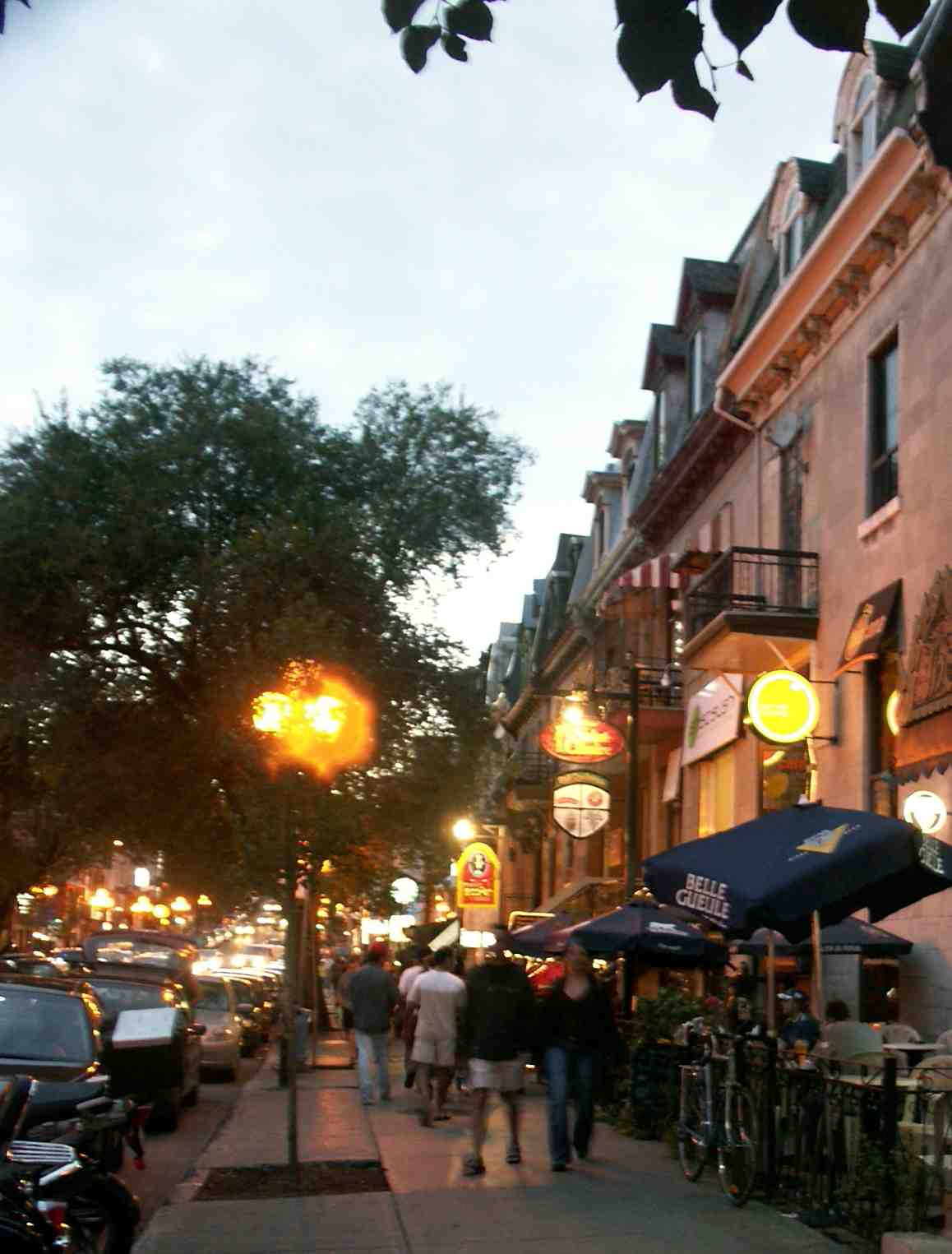
Vue dans le Quartier latin, 2005

Dans l'arrondissement de Ville-Marie, la rue Saint-Denis a une vocation essentiellement éducative, touristique et de loisirs, en raison des théâtres et restaurants qui s'y trouvent. 
En effet, près de la rue Sainte-Catherine, on croise le campus du centre-ville de l'UQAM alors qu'un peu plus au nord, se trouve le Cégep du Vieux Montréal.
Au sud de l'arrondissement de Ville-Marie, la rue se nomme rue Bonsecours.

### Dans le Plateau-Mont-Royal et Rosemont–La Petite-Patrie
Dans les arrondissements du Plateau-Mont-Royal et de Rosemont–La Petite-Patrie, elle a une vocation commerçante. C'est l'une des principales représentantes du style montréalais. 
Néanmoins, les rues parallèles sont surtout résidentielles. À l'ouest, le boulevard Saint-Laurent a également une vocation commerçante.
Depuis 2022, elle abrite le Festival BD de Montréal dans le mois de mai, entre les rues Gilford et Roy.

### Dans Villeray–Saint-Michel–Parc-Extension et Ahuntsic-Cartierville
Dans les arrondissements de Villeray–Saint-Michel–Parc-Extension et d'Ahuntsic-Cartierville, elle a une vocation surtout résidentielle. Toutefois, plusieurs commerces, dont des fruiteries et des restaurants vietnamiens, y ont vitrine. C'est aussi l'une des voies d'accès à l'autoroute métropolitaine. Au nord du Boulevard Crémazie, elle se trouve à  être une rue à sens unique direction nord ayant un débit de voiture très faible puisque la route 335 passe par la Rue Lajeunesse (direction nord) et la Rue Berri (direction sud).

## Origine du nom
La rue Saint-Denis est nommée en l'honneur de l'évêque Denis de Paris.

## Historique

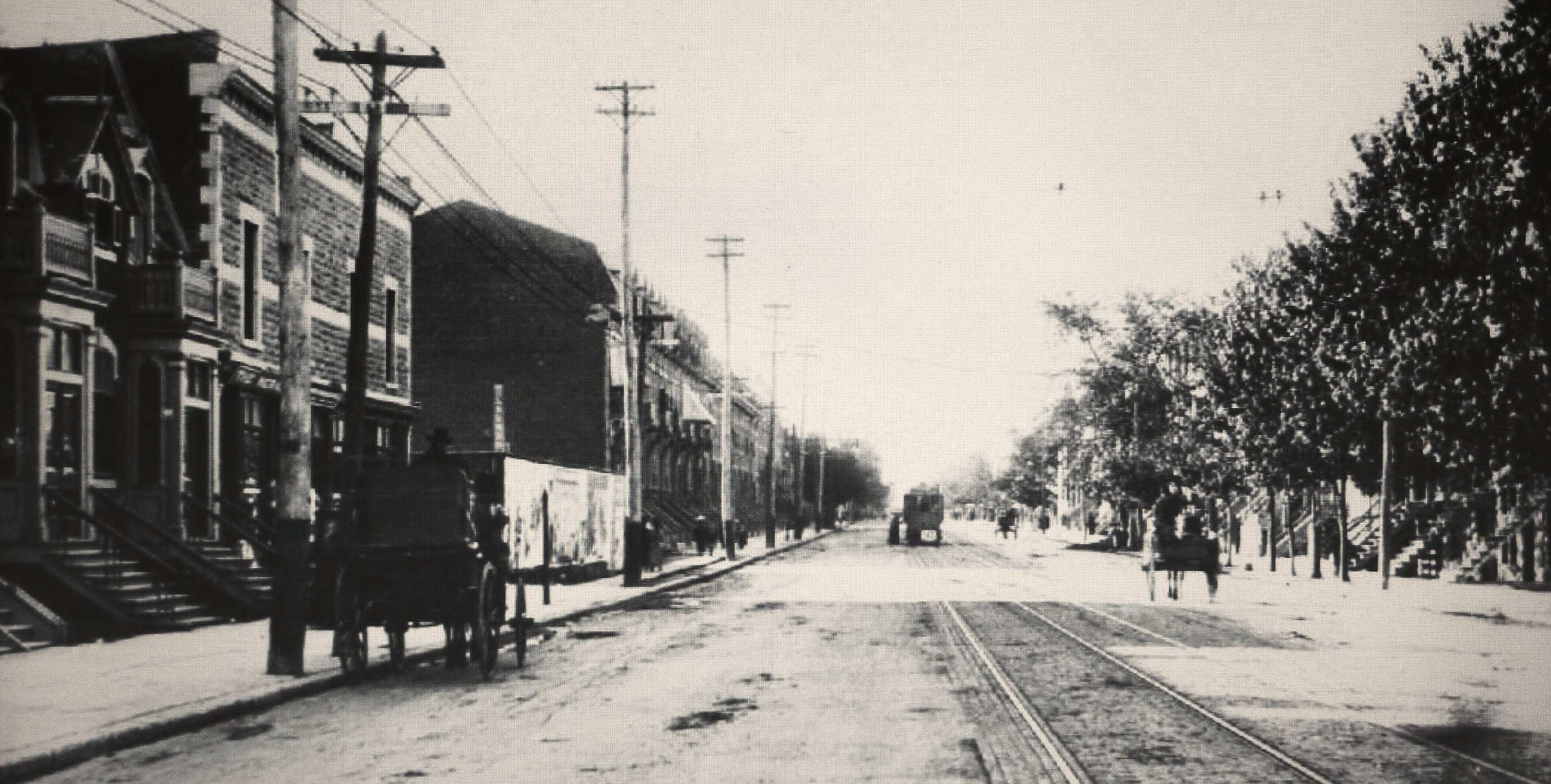
La rue Saint-Denis, regardant vers le nord, depuis la rue Roy, vers 1904

La rue Saint-Denis est une voie de Montréal.
La rue Saint-Denis est ouverte au début du XIXe siècle sur un terrain acquis de Louis-Joseph Papineau (1786-1871) et de sa tante Périne-Charles Cherrier, veuve de Denis Viger (1741-1805). 
Prolongée à plusieurs reprises, cette rue se développe progressivement après la construction de la première église Saint-Jacques de Montréal en 1836, en face du square Pasteur. Par la suite, elle rejoint la terrasse de la rue Sherbrooke avant la fin du XIXe siècle. Au milieu du XIXe siècle, cette rue résidentielle bordée d'arbres est habitée par plusieurs représentants de l'élite canadienne-française. Avant la fin du siècle, s'amorce un processus de mutation vers une vocation commerciale, en remontant lentement vers le nord.
Au début du XXe siècle, la section de la rue Saint-Denis située entre le boulevard Dorchester (aujourd'hui René-Lévesque) et la rue Sherbrooke devient le centre de l'élite intellectuelle ; y sont alors rassemblés l'université Laval de Montréal (site actuel du pavillon Hubert-Aquin de l'UQAM), l'école polytechnique, la bibliothèque Saint-Sulpice et de nombreuses librairies. Déserté des intellectuels avec la reconstruction sur la montagne de l'université de Montréal et le déplacement de l'école polytechnique, ce secteur retrouve, à compter de la fin des années 1970, ce caractère de pôle d'attraction avec la construction de pavillons de l'université du Québec à Montréal, autour du clocher de l'ancienne église Saint-Jacques de Montréal.

## REV Saint-Denis

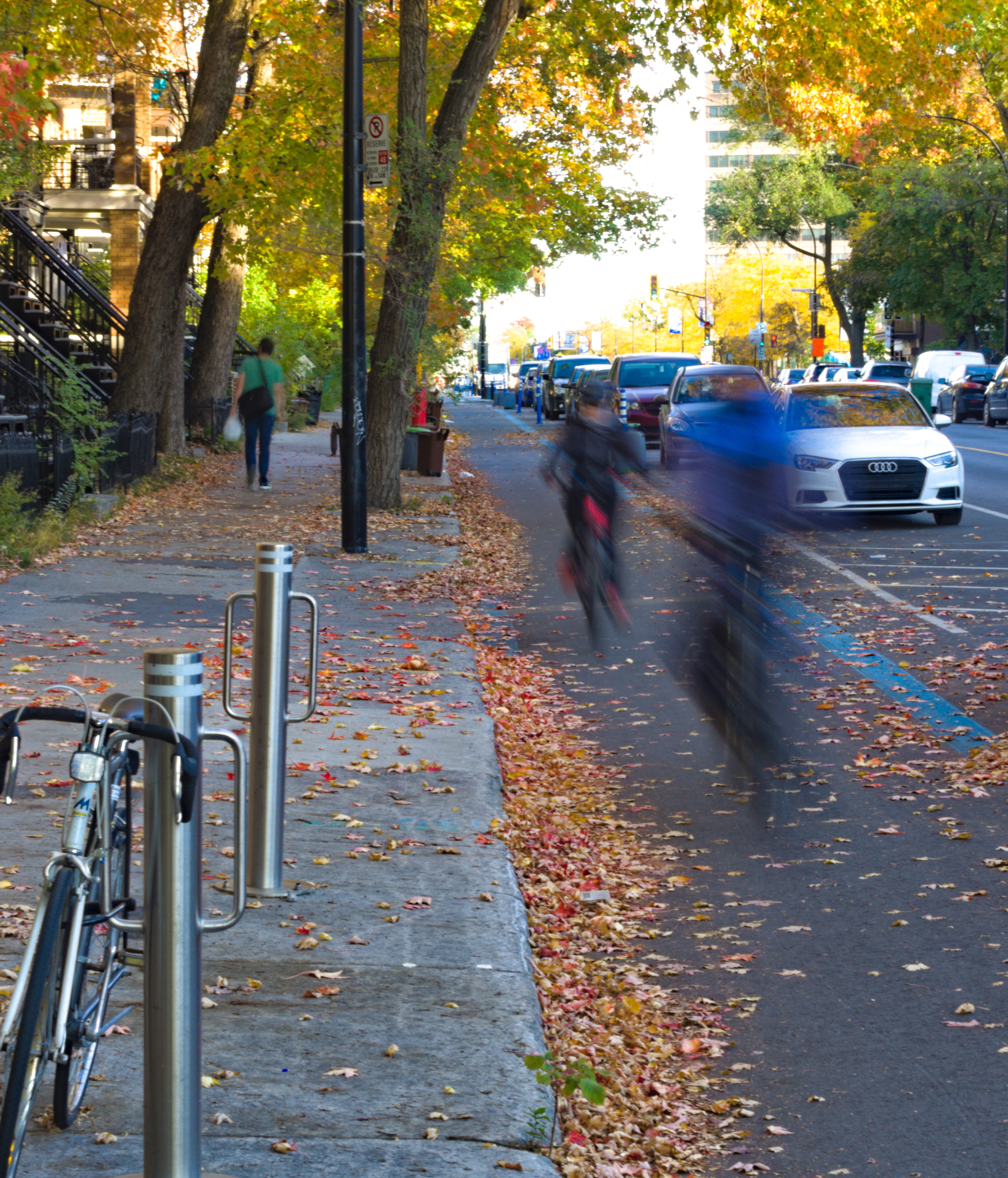
Le REV Saint-Denis dans l'arrondissement Rosemont–La Petite-Patrie

La rue abrite un tronçon du Réseau express vélo, partie de l'axe nord-sud Berri/Lajeunesse/Saint-Denis,. 
En 2023, le REV Saint-Denis franchit le seuil des 1,5 million de passages. Durant les jours de la semaine, l'axe enregistre en moyenne 4 600 passages. Le reste du temps, notamment le week-end, le REV accueille en moyenne 4 300 passagers quotidiennement.

## Bâtiments remarquables et lieux de mémoire
- Institut des sourds de Montréal
- Lilith

## Source
- Christiane Abboud (dir.), Les rues de Montréal, Répertoire historique, Montréal, Éditions du Méridien, 1995, 547 p., 23 cm (ISBN 2-89415-139-X), p. 423.